# マーブルヘッド・ジョンソン
『マーブルヘッド・ジョンソン』(Marblehead Johnson)はイギリスのロックバンド、ブルートーンズのシングル、もしくはその表題曲。
表題曲のタイトルは、アメリカのコメディアンで、ブルートーンズのメンバーも影響を受けたというビル・ヒックスが結成したバンド名を拝借したもの。全英7位とヒット。PVでは、メンバーが特殊メイクでデブに扮している。また、シークレットトラックとして、アルバム未収録の『アー・ユー・ブルー・オア・アー・ユー・ブラインド』が再収録されている。

## 収録曲
- CD

1. マーブルヘッド・ジョンソン / Marblehead Johnson
2. シンプル・シングス / The Simple Things
3. ニフキンズ・ブリッジ / Nifkin's Bridge
4. アー・ユー・ブルー・オア・アー・ユー・ブラインド / Are You Blue or Are You Blind? (hidden)

- 7" / Cassette

1. Marblehead Johnson
2. The Simple Things